# Платина
Пла́тина (лат. Platinum) — хімічний елемент зі знаком Pt та атомним номером 78. Це щільний, ковкий, пластичний, малоактивний, дорогоцінний, сріблясто-білий метал. Його назва походить від ісп. platino, що означає «маленьке срібло».
Платина належить до 10-ї групи періодичної системи елементів. Має шість природних ізотопів. Один з рідкісних елементів земної кори, середня кількість якого становить приблизно 5 мкг/кг. Зустрічається в деяких нікелевих і мідних рудах разом з деякими родовищами самородніх елементів, переважно в Південній Африці, на яку припадає 80 % світового видобутку. Часто має домішки іридію, осмію, рутенію, паладію, родію, що отримали назву метали платинової групи, або платиноїди. Через його дефіцит у земній корі щорічно виробляється лише кілька сотень тонн, і зважаючи на його важливе використання, метал є дуже цінним і одним з основних благородних металів.

## Історія
Найдавнішим відомим виробом з платини є оздоблення шкатулки з міста Фіви (Єгипет), що була виготовлена близько 700 року до нашої ери. Індіанці Еквадору активно використовували платину і сплави платини з золотом для виготовлення ювелірних прикрас. Проте у Європі платина не була відома.
У 1557 році французький вчений і поет Жозеф Жюст Скалігер описав схожий на платину метал, що був отриманий на шахтах Гондурасу, проте є сумніви, що він описав саме її, бо платина не зустрічається у цьому регіоні, хоча й могла була вивезена туди людьми. Перший достовірний опис платини був зроблений Антоніо де Ульоа у 1736 році, під час експедиції до Південної Америки, на території сучасної Колумбії..
Назва походить від ісп. platino (зменшувальне від plata — срібло). Конкістадори називали новий метал platina del Pinto, що можна перекласти як «срібельце з Пінто», через те, що його знаходили у цьому містечку. Зовні платина була схожа на срібло, але відрізнялася тугоплавкістю, тому обробляти її було набагато важче. Внаслідок цього вона коштувала вдвічі дешевше, тому й отримала таку зневажливу назву (невеличке срібло, срібельце). Іншими назвами були «oro blanco» (біле золото), «juan blanco» і «восьмий метал» (остання назва з'явилася вже в Європі, і була пов'язана з тим, що до того часу були відомі тільки сім металів).
У Європу платина вперше потрапила у 1741 році завдяки ямайському металургу Вуду, що привіз його до Англії.
У 1750 році Уотсон і Браунрігг описали платину у журналі «Philosophical Transactions of the Royal Society».
Тривалий час платина не знаходила застосування. У середині XVIII сторіччя фальшивомонетники виявили, що платина досить легко сплавляється із золотом і сплав майже не відрізняється від золота за густиною. Іспанський уряд заборонив спочатку ввезення платини до країни, а потім і її видобуток в іспанських колоніях Південної Америки: відділений від золота та срібла метал належало топити у глибоких місцях річки.

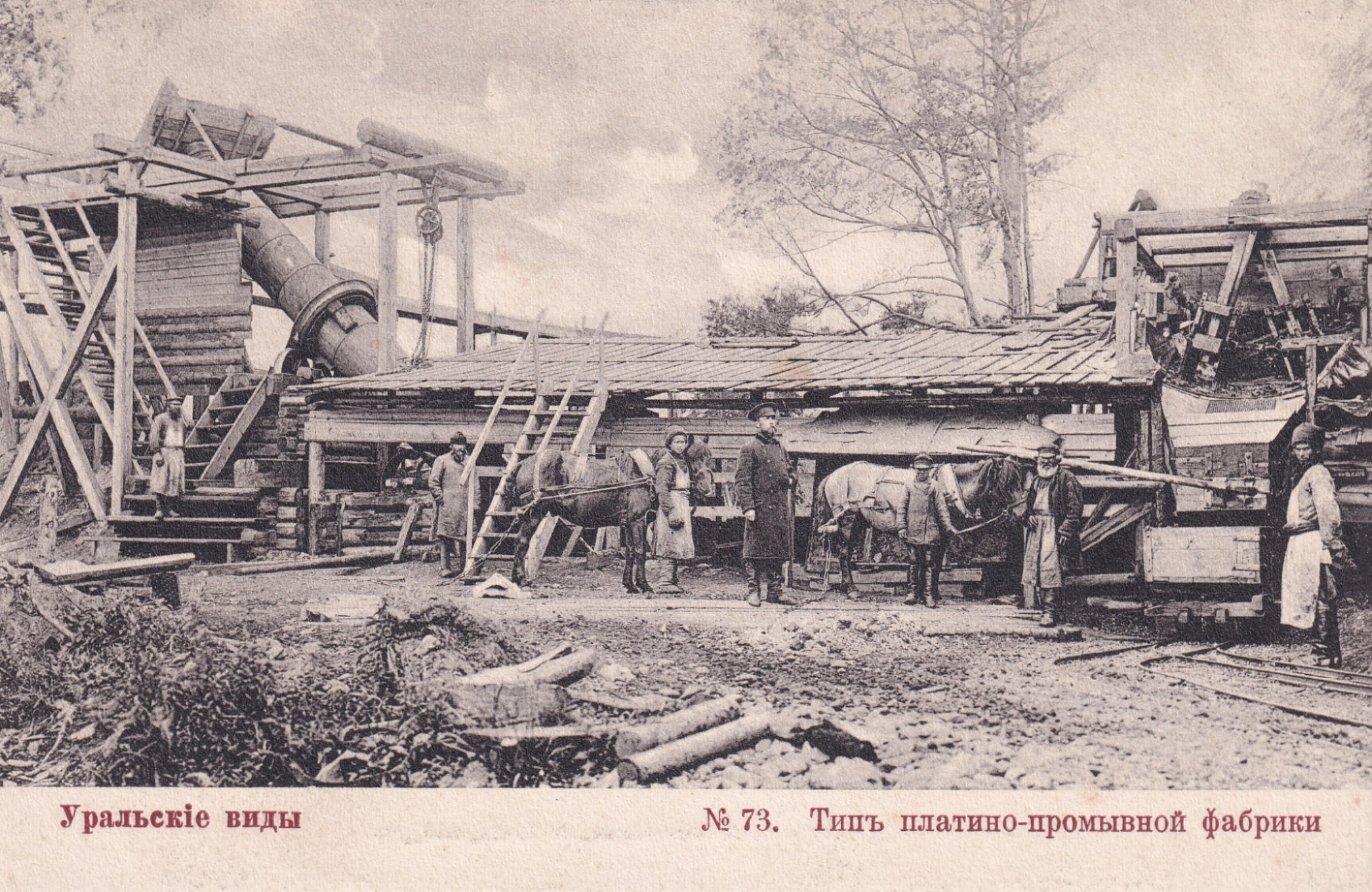
Платино-промивна фабрика на Уралі, початок XX століття

Наприкінці XVIII сторіччя з'явилися перші технічні та ювелірні вироби з платини. З'ясувалися унікальні хімічні властивості платини, зокрема хімічна стійкість. 1803 року англійський вчений Вільям Волластон у складі південноамериканської платини виявив інші платиноїди: паладій і родій. 1804 року також англійський хімік Смітсон Теннант виявив у складі залишку після розчинення неочищеної платини нові елементи — іридій та осмій.
У 1819 році платина була знайдена на Уралі, що на довгий час став найбільшим світовим постачальником платини. До цього моменту Нова Гранада була практично єдиним джерелом платини.

## Поширення
Платина — дуже рідкісний елемент. ЇЇ вміст у земній корі 5×10−7–1×10−6 %. Платина зустрічається у вигляді самородного металу та його сплавів, а також у вигляді мінералів сульфідів, найважливіші з яких — поліксен, платина паладіїста, фероплатина, спериліт, куперит (PtS). Зустрічається в родовищах, пов'язаних з ультраосновними й основними породами, разом з хромшпінелідами і основними породами разом з сульфідами. Відома також у розсипах.

## Ізотопи
Природній платина складається з шести різних ізотопів. З них 5 стабільні, а ще 1 має надзвичайно довгий період розпаду.
| Масове число | Частка у природному платині | Період напіврозпаду |
| ------------ | --------------------------- | ------------------- |
| 190          | 0,012 %                     | 6,5×1011 років      |
| 192          | 0,782 %                     | ∞                   |
| 194          | 32,86 %                     | ∞                   |
| 195          | 33,78 %                     | ∞                   |
| 196          | 25,21 %                     | ∞                   |
| 198          | 7,36 %                      | ∞                   |

Загалом відомо 48 ізотопів платини з масовими числами від 166 до 205, 8 з яких — метастабільні.
З нестабільних ізотопів, що не зустрічаються в природі, найбільші періоди напіврозпаду мають Pt193 (50 років) і Pt188 (10,2 днів).

## Отримання

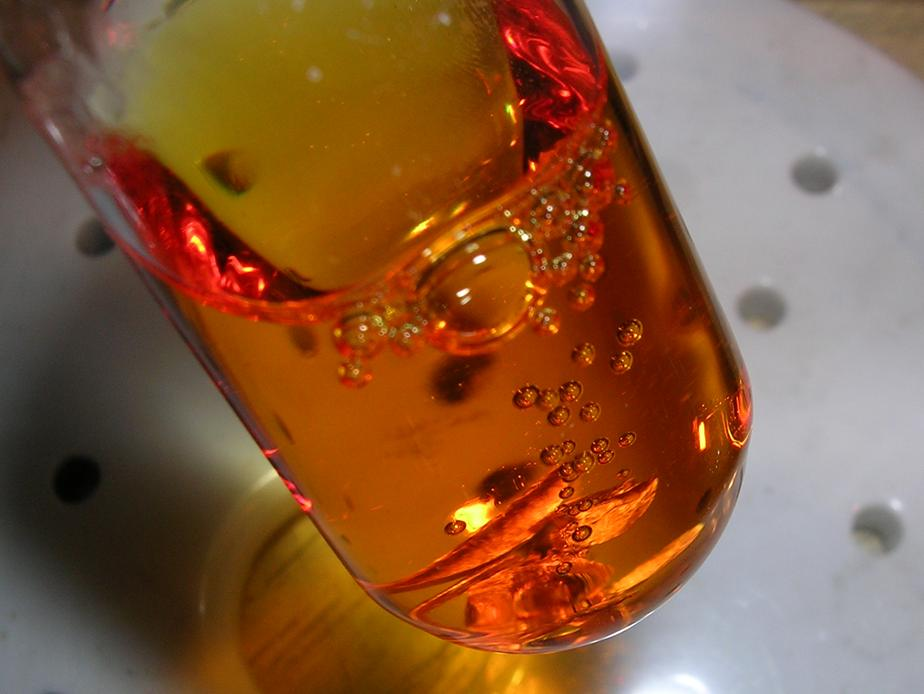
Розчинення платини в царській воді.

Виробництво платини у вигляді порошку почалося 1805 року англійським вченим Вільямом Волластоном із південноамериканської руди. Сьогодні платину отримують з концентрату платинових металів. Концентрат розчиняють в царські воді, після чого додають етанол та цукровий сироп для видалення надлишку HNO3. При цьому іридій і паладій відновлюються до Ir3+ та Pd2+. Подальшим додаванням хлориду амонію виділяють (NH4)2PtCl6. Висушений осад прожарюють при температурі 800–1000 °C: (NH4)2PtCl6 → N2 + 6HCl + Pt + H2. Отриману таким чином губчату платину піддають подальшому очищенню повторним розчиненням у царській воді, осадженням (NH4)2PtCl6 і прожарюванням залишку. Потім очищену губчату платину переплавляють на зливки. При відновленні платинових розчинів хімічним або електрохімічним способом отримують дрібнодисперсну платину — платинову чернь.

## Застосування

### Каталізатори
Виробництво автомобільних каталізаторів — галузь, що використовує найбільшу кількість платини (46 % світового споживання у 2016 році). Платина має здатність каталізувати реакції перетворення монооксиду вуглецю на діоксид, а також окислення вуглеводнів до вуглекислого газу і води.
Також платина має здатність каталізувати величезну кількість інших реакцій, що використовується у відповідних індустріях: розкладання пероксиду водню, окислення діоксиду сірки, спиртів, етерів, водню, а також багато інших реакцій окиснення і гідрогенізації. На таких реакціях побудоване промислове отримування нітратної кислоти (яка в свою чергу необхідна для виробництва сучасних добрив), сульфатної кислоти, отримання водню з природного газу, аміаку, тощо. У нафтопереробленні платинові каталізатори застосовуються для отримання високооктанових бензинів. Загалом, платина була одним з перших відкритих металевих каталізаторів, і отримала широке розповсюдження ще в першій половині 19 століття.

### Ювелірна справа
Ювелірні прикраси — друга, за кількістю спожитої платини, галузь. Хоча платина вже дві тисячі років тому використовувалася для виготовлення прикрас у Латинській Америці, європейські майстри почали її використовувати лише у 18 століття при дворі Людовіка XVI, а масове її використання почалося лише на початку 20 століття. Під час другої світової війни у США було обмежене застосування платини для невійськових цілей, проте у 1960-х вона знов почала активно використовуватись ювелірами. Платина цінується через свою рідкісність і міцність. Багато всесвітньо відомих діамантів, таких як алмаз Хоупа, Джонкер і Кохінур обрамлені саме в платину.
В ювелірній справі для роботи з платиною потрібно мати не тільки виняткове ливарне устаткування, а й окреме повноцінне робоче місце ювеліра, знаряддя для механічної обробки (на відміну від золота та срібла). Такі вимоги виникають, оскільки платина швидше зношує інструмент, в порівнянні з іншими коштовними металами.

### Інше
Застосовується для виготовлення хімічного посуду, в електротехніці. 1799 року було виготовлено еталон метра у вигляді платинової лінійки шириною близько 25 мм, товщиною близько 4 мм і довжиною, що відповідала одній сорокамільйонній частині Паризького меридіана. У 1889 році було виготовлено точніший міжнародний еталон метра. Цей еталон виготовили зі сплаву 90 % платини і 10 % іридію. Цей еталон проіснував до жовтня 1960 року. Міжнародний прототип кілограму виготовлений 1879 року з того ж платино-іридієвого сплаву.

## Біологічна роль
Платина не має біологічної ролі через свою рідкісність. При потраплянні в організм деякі сполуки платини мають бактерицидну, бактеріостатичну і імунодепресивну дію. У робітників, що постійно зазнають дії солей платини, розвивається специфічне астмоподібне захворювання, що отримало назву платиноз.